# Filip Rogić
Filip Rogić (sinh ngày 14 tháng 6 năm 1993) là một cầu thủ bóng đá người Thụy Điển thi đấu cho Örebro SK tiền vệ trung tâm.